# Chharra
Chharra är en ort i Indien.   Den ligger i distriktet Aligarh och delstaten Uttar Pradesh, i den norra delen av landet, 140 km sydost om huvudstaden New Delhi. Chharra ligger 182 meter över havet och antalet invånare är 24 535.
Terrängen runt Chharra är mycket platt. Runt Chharra är det tätbefolkat, med 709 invånare per kvadratkilometer. Närmaste större samhälle är Atrauli, 16,2 km nordväst om Chharra. Trakten runt Chharra består till största delen av jordbruksmark.